# 밤섬해적단 서울불바다
"밤섬해적단 서울불바다"은 2017년에 개봉한 대한민국의 영화이다.
국가보안법에 맞서기 위해 북한을 장난감처럼 갖고 놀고 싶어 하는 인디밴드 밤섬해적단의 발칙한 행각을 파격적인 문법으로 전하며 한국사회를 돌아보게 영화는 로테르담국제영화제, 뉴욕아시안필름페스티벌, 전주국제영화제, 무주산골영화제 등에 초청된 바가 있는 <밤섬해적단 서울불바다>는 네덜란드의 암스테르담 국제다큐멘터리영화제인 야마가타 국제다큐멘터리영화제에 초청되어 "그라인드 코어밴드 밤섬해적단의 음악을 통해 남한의 사회적 이슈를 되짚어보고 현대를 살아가는 젊은 세대의 불안을 고스란히 대변해준다"고 설명하면서 ' 뉴 아시안 커런츠 부문 심사위원 특별상을 수상했다.

## 캐스팅

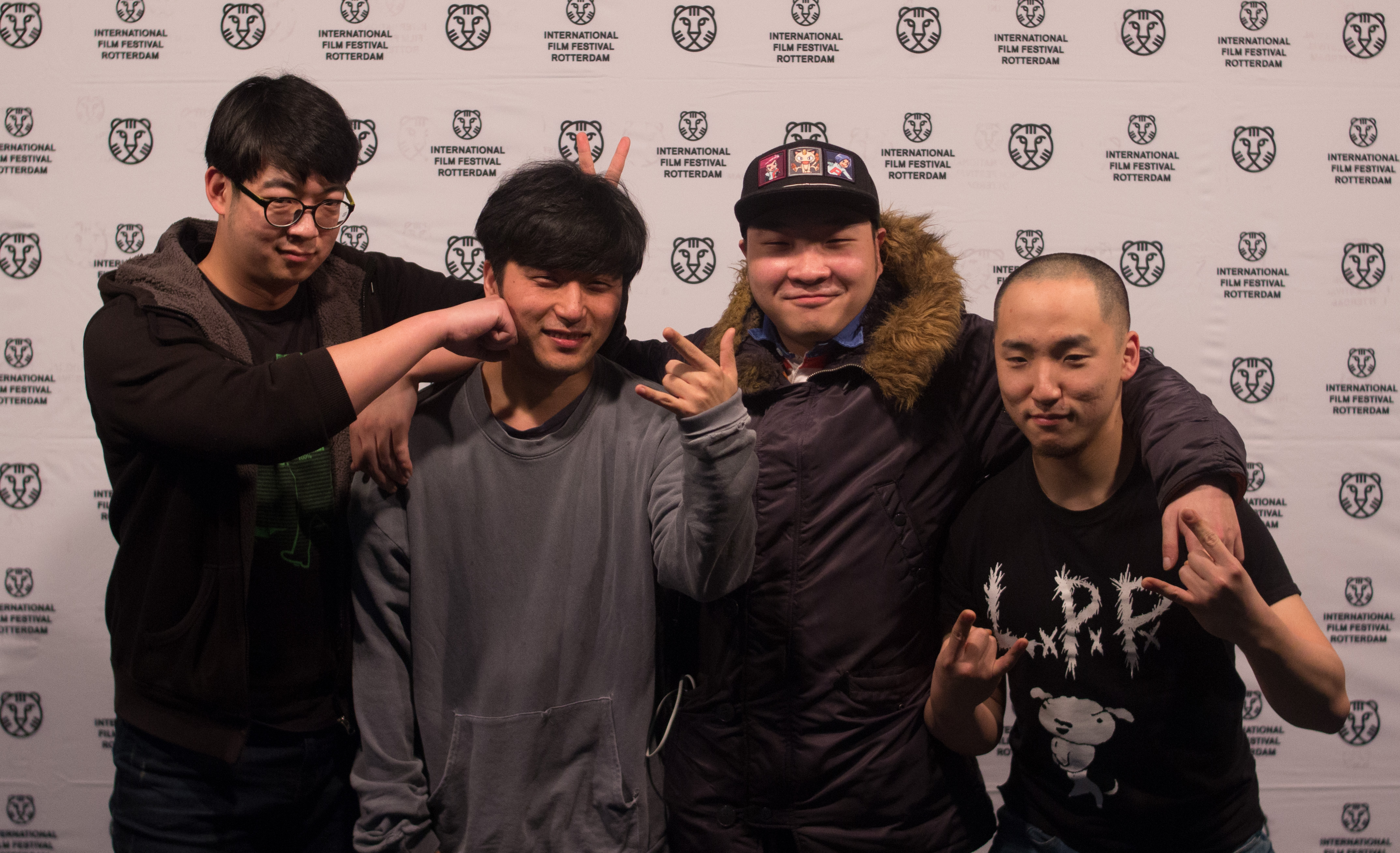

- 권용만 : 권용만 역
- 장성건 : 장성건 역
- 회기동 단편선 : 회기동 단편선 역
- 박정근 : 박정근 역
- 김종훈 : 김종훈 역
- 이광철 : 이광철 역
- 이민석 : 이민석 역